# Pokémon Sword và Shield
Pokémon Sword và Shield (Nhật: ポケットモンスター ソード・シールド Hepburn: Poketto Monsutā Sōdo & Shīrudo) là hai trò chơi điện tử nhập vai do Game Freak phát triển, The Pokémon Company và Nintendo phát hành, độc quyền cho hệ máy Nintendo Switch. Cả hai là những tựa game thuộc dòng chính đầu tiên của thế hệ thứ tám theo dòng trò chơi Pokémon, sau Pokémon: Let's Go, Pikachu! và Let's Go, Eevee!. Lần xuất hiện ban đầu là tại E3 2017 và sau đó công bố chính thức vào tháng 2 năm 2019, Pokémon Sword và Shield phát hành vào tháng 11 năm 2019. Game sau đó phát hành thêm hai gói mở rộng dưới dạng nội dung có thể tải xuống là The Isle of Armor, phát hành vào tháng 6 năm 2020 và The Crown Tundra, phát hành vào tháng 10 năm 2020. Một phiên bản vật lý bao gồm cả hai gói mở rộng với các phần cơ bản cũng đã phát hành vào tháng 11 năm 2020.
Ý tưởng của Sword và Shield hình thành ngay sau khi hoàn thành Pokémon Sun và Moon vào năm 2016, và chính thức phát triển một năm sau đó, vào tháng 9 năm 2017. Giống như các phần trước, game kể về hành trình của một nhà huấn luyện Pokémon trẻ tuổi với ước mơ trở thành Nhà vô địch Pokémon ở vùng Galar mới, bối cảnh lấy cảm hứng từ Vương quốc Anh. Mục tiêu chính của trò chơi là truất ngôi của Nhà đương kim vô địch Giải đấu Pokémon, Leon, trong một giải đấu mà nhiều Thủ lĩnh nhà thi đấu và đối thủ cùng tham gia, đồng thời đối phó với Team Yell và một âm mưu bất chính trong nội bộ Giải thi đấu. Sword và Shield giới thiệu 81 Pokémon mới cùng với 13 Pokémon biến thể vùng; Dynamaxing, làm tăng kích thước của Pokémon trong một số điều kiện nhất định; Gigantamaxing, thay đổi hình dạng một số Pokémon nhất định; và Wild Area, là một khu vực thế giới mở rộng lớn với chuyển động camera tự do, tập hợp các trận đấu co-op. Hai trò chơi cũng giới thiệu lại các tính năng đã từng có trong Sun và Moon, cũng như Let's Go, Pikachu! và Let's Go, Eevee!, chẳng hạn như các dạng khu vực và các hệ Pokémon chuyển vùng.
Khi nhà phát hành quyết định công bố Sword và Shield sẽ không có mặt tất cả các Pokémon trước đây, điều này đã vấp phải phản ứng dữ dội từ một bộ phận cộng đồng người hâm mộ, dẫn đến một cuộc tranh cãi được gọi là "Dexit", kêu gọi tẩy chay game vài tháng trước khi phát hành. Mặc dù vậy, Sword và Shield nhìn chung vẫn nhận được đánh giá tích cực từ các nhà phê bình. Những lời khen ngợi đặc biệt nhắm vào thiết kế Pokémon, các tính năng mới, nhấn mạnh vào sự đơn giản, sự tự do của người chơi và các trận đấu được sắp xếp hợp lý, mặc dù một số người chỉ trích Pokédex ít hơn, thiếu sự trau chuốt hoặc thiếu chiều sâu. Đến tháng 3 năm 2021, Sword và Shield đã bán ra hơn 21 triệu bản trên toàn thế giới, trở thành một trong những game bán chạy nhất trên Nintendo Switch, và hiện là trò chơi bán chạy thứ năm trên Switch.

## Cách chơi
Pokémon Sword và Shield là trò chơi điện tử nhập vai có yếu tố phiêu lưu, hầu hết các phân cảnh đều ở góc quay cố định, góc nhìn của người thứ ba; trong một số trường hợp nhất định có thể di chuyển camera tự do. Người chơi điều khiển một Trainer trẻ tuổi, có nhiệm vụ bắt và huấn luyện các sinh vật gọi là Pokémon và giành chiến thắng trong trận chiến với các nhà huấn luyện khác.

Một trận chiến trực tuyến nhiều người chơi

Bằng cách đánh bại Pokémon đối thủ trong các trận chiến theo lượt, Pokémon của người chơi sẽ có thêm kinh nghiệm, lên cấp và tăng thống kê về trận chiến, học các chiêu thức mới và trong một số trường hợp, tiến hóa thành các Pokémon mạnh hơn. Người chơi có thể bắt Pokémon hoang dã, có thể tìm thấy trong các cuộc chạm trán ở Khu vực Hoang dã, bằng cách làm suy yếu chúng trong trận chiến và bắt chúng bằng Poké Balls, cũng như thêm chúng vào nhóm.
Người chơi cũng có thể chiến đấu và trao đổi Pokémon với những người chơi khác ở ngoài thực tế, bằng cách sử dụng các tính năng kết nối Nintendo Switch. Giống như các trò chơi trước đó trong loạt, một số Pokémon nhất định chỉ có thể tìm thấy trong Sword hoặc Shield, người chơi được khuyến khích giao dịch với những người khác để thu thập tất cả Pokémon từ cả hai phiên bản.
Sword và Shield diễn ra ở vùng Galar, lấy bối cảnh giống Vương quốc Anh. Như với tất cả các vùng đất trước đây, Galar có một số thành phố và thị trấn kết nối với nhau bằng "Routes"; tuy nhiên, cũng có một khu vực thế giới mở ở trung tâm gọi là "Wild Area", một khái niệm mới trong loạt. Các cuộc chạm trán ngẫu nhiên với Pokémon hoang dã có thể diễn ra trong vùng cỏ cao hoặc trong các vùng sông nước dọc theo các tuyến đường hoặc trong Khu vực Hoang dã. Cũng có thể bắt gặp các Pokémon lang thang ở bên ngoài, những vùng cỏ cao và ngoài thành phố, có thể bỏ chay hay đuổi theo người chơi, tùy theo loại. Người chơi thỉnh thoảng chiến đấu với các Nhà huấn luyện trong thành phố, thị trấn, dọc theo các tuyến đường và trong Khu vực Hoang dã.
Tham gia vào giải đấu "Gym Challenge" chính là động lực thúc đẩy người chơi đi khắp vùng Galar, đây là một giải đấu quan trọng, sẽ quyết định nên Nhà huấn luyện Pokémon vĩ đại nhất trong khu vực, hay còn gọi là Champion. Có tám Nhà thi đấu trong các thành phố và thị trấn, đứng đầu là các "Gym Leader", những Nhà huấn luyện mạnh nhất, chuyên về một số hệ Pokémon nhất định; người chơi sẽ có một "Badge" sau khi đánh bại một Thủ lĩnh nhà thi đấu. Khi đã có đủ tám Huy hiệu, người chơi có thể tham gia "Cúp Nhà vô địch", nơi họ sẽ gặp lại các Thủ lĩnh nhà thi đấu từng đối mặt và các nhà huấn luyện còn lại trong Thử thách Nhà thi đấu, qua một giải đấu loại trực tiếp. Sau khi giành chiến thắng, người chơi sẽ thi đấu với Nhà vô địch của vùng Galar.

### Những tính năng mới

Người chơi và ba NPCs cùng nhau chiến đấu để hạ gục một Dynamaxed Pokémon

Game giới thiệu một số tính năng mới, bao gồm các trận đấu nhiều người chơi cùng lúc, Khu vực Hoang dã, "Dynamaxing" và "Gigantamaxing", cả hai đều khiến cho Pokémon phát triển tạm thời lên kích thước lớn hơn. Khu vực Hoang dã là một khu vực thế giới mở, người chơi có thể khám phá với chuyển động camera tự do, khu vực này thời tiết cũng sẽ thay đổi liên tục, gây tác động đến các loài Pokémon xuất hiện vào một thời điểm nhất định.
Một cơ chế mới gọi là "Poké Jobs", sẽ giao các yêu cầu từ khắp nơi đến cho Pokémon của người chơi, chẳng hạn Người chơi và ba NPC làm việc cùng nhau để hạ gục một như hỗ trợ xây dựng hoặc nấu ăn, và nhận lại điểm kinh nghiệm hoặc vật phẩm quý hiếm.
Nhà thi đấu Pokémon trở lại sau khi vắng mặt ở Sun, Moon, Ultra Sun và Ultra Moon.
Như các phần trước, hai phiên bản trò chơi có nội dung khác nhau một chút, như một số Pokémon nhất định, và Gym Leaders.
Chế độ 'Camp' mới cho phép người chơi tương tác và chơi đùa với Pokémon của họ, cũng như cùng nhau nấu các loại cà ri khác nhau để tăng thêm tiền thưởng. Ngoài ra còn có các tùy chỉnh vẻ ngoài mới cho nhân vật chính, như áo khoác ngoài và các phụ kiện khác. Trong hầu hết mọi trường hợp, người chơi có thể truy cập các hộp lưu trữ Pokémon từ bên ngoài Pokémon Centers.

### Kết nối

Giao dịch Pokémon trực tuyến giữa hai người chơi (Feebas ở phía dưới và Meltan ở phía trên)

Kết nối Internet là nhằm hỗ trợ cho các chức năng như giao dịch, chiến đấu và gặp gỡ những người huấn luyện khác trong Khu vực Hoang dã. Tuy nhiên, các chức năng này yêu cầu phải đăng ký trả phí cho Nintendo Switch Online. Sword và Shield chỉ hỗ trợ kết nối trò chơi trực tiếp giữa chúng với nhau. Các trò chơi cũng tương thích với Pokémon Home, một dịch vụ lưu trữ đám mây trực tuyến dùng để lưu trữ Pokémon, phát hành vào tháng 2 năm 2020. Pokémon được hỗ trợ có thể giao dịch qua lại từ ứng dụng trên Nintendo 3DS là Pokémon Bank, Pokémon Go và Pokémon: Let's Go, Pikachu! và Let's Go, Eevee! thông qua Pokémon Home. Home là cách duy nhất để đưa Pokémon từ các trò chơi trước vào Sword và Shield.

## Cốt truyện

### Bối cảnh
Sword và Shield diễn ra ở vùng Galar, một vùng đất rộng lớn nhưng hẹp, và là một trong nhiều vùng đất trong thế giới Pokémon. Đạo diễn Ohmori Shigeru đã mô tả vùng theo một bối cảnh hiện đại hơn. Bản thân khu vực này lấy cảm hứng từ Vương quốc Anh, với nhiều địa danh giống với các địa điểm nổi tiếng như Cung điện Westminster và Người khổng lồ Cerne Abbas.
Trong vùng Galar là các thị trấn với các ngôi nhà nhỏ và kiến trúc thời Victoria ở phía nam. Một thành phố giống như khu Cách mạng Công nghiệp với các yếu tố mang phong cách steampunk nằm ở trung tâm của khu vực. Nhiều thị trấn và thành phố trong khu vực có các phòng Nhà thi đấu Pokémon được cách điệu giống như sân vận động bóng đá, có thể hiện cả Dynamaxing và Gigantamaxing, do Chủ tịch Galar Pokémon League, Rose, trình bày. Những ngọn núi phủ đầy tuyết chiếm phần lớn các khu vực phía bắc. Một phần lớn trung tâm phía nam của khu vực là Khu vực Hoang dã, một khu vực thế giới mở với nhiều loài Pokémon. Thời tiết trong Khu vực Hoang dã thay đổi thường xuyên.
Giống như Pokémon Sun và Moon, Pokémon từng xuất hiện trước đây trong các game trước đó, chẳng hạn như Wessing, có thêm biến thể Galarian Forms với hệ mới, thống kê và diện mạo mới. Một số Pokémon, chẳng hạn như Linoone và Meowth, lần đầu tiên có thể tiến hóa mới.

### Cốt truyện
Tương tự như nhiều phần trước trong loạt Pokémon, người chơi bắt đầu hành trình băng qua từng khu vực để trở thành nhà huấn luyện mạnh nhất, chiến đấu với tám nhà huấn luyện chủ lực gọi là Thủ lĩnh Nhà thi đấu và cuối cùng là Nhà vô địch của khu vực. Người chơi và bạn thân, Hop, nhận một trong ba Pokémon khởi đầu: Grookey, Scorbunny hoặc Sobble từ Leon, đương kim Nhà vô địch vùng Galar và cũng là anh trai của Hop.
Sau đó, cả hai cùng khám phá khu rừng Slumbering Weald, nhưng bị một Pokémon cực mạnh xua đuổi. Trong một lần đến thăm Giáo sư Pokémon Magnolia và cháu gái của bà là Sonia, họ thuyết phục Leon chấp nhận cho họ tham gia Thử thách Nhà thi đấu. Sau khi đi đến thành phố tiếp theo để đăng ký Thử thách Nhà thi đấu, họ chạm trán với Bede và Marnie cùng với Team Yell, một nhóm côn đồ cuồng tín, đóng vai trò là người hâm mộ không chủ ý của Marnie và quyết tâm ngăn cản bất kỳ ai khác hoàn thành Thử thách Nhà thi đấu. Người chơi cũng gặp Chủ tịch Rose, ngoài việc chấp thuận cho Bede tham gia Thử thách Nhà thi đấu, còn là người chủ trì Giải đấu Pokémon vùng Galar và công ty cung cấp năng lượng chính cho khu vực.

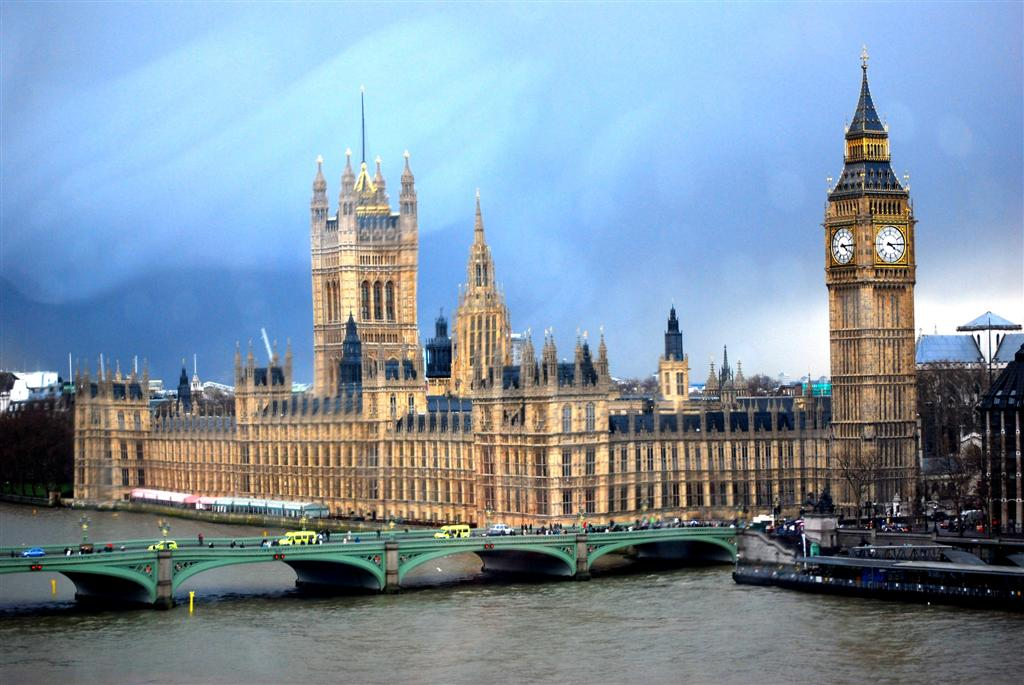
Vùng Galar lấy cảm hứng từ Vương quốc Anh, với thành phố chính - Wyndon - là một đại diện của London (trong hình). Trong thành phố Wyndon có tòa nhà Rose of the Rondelands, lấy cảm hứng từ Houses of Parliament. Các bốt điện thoại màu đỏ biểu tượng của London cũng xuất hiện trong game. Sân vận động, nơi diễn ra trận chiến của người chơi thi đấu với Leon, được mô phỏng theo Wembley Stadium.

Sau đó, người chơi hỗ trợ Sonia nghiên cứu về hai Pokémon huyền thoại, những sinh vật từng cứu Galar khỏi một cuộc khủng hoảng cổ xưa gọi là Darkest Day và suy ra rằng chúng chính là Pokémon mà cả hai từng gặp trong Slumbering Weald. Sau khi đánh bại tám Thủ lĩnh nhà thi đấu, bao gồm cả Piers, anh trai của Marnie và thủ lĩnh của Team Yell, người chơi lên đường đến Wyndon, nơi họ sẽ thi đấu để lấy Cúp Nhà vô địch, nhằm có cơ hội giáp mặt với Leon.
Ngày hôm sau, trước khi trận chiến giữa người chơi và Leon bắt đầu, Chủ tịch Rose đã đánh thức Pokémon huyền thoại Eternatus, nhằm khai thác sức mạnh của nó để cung cấp năng lượng vô hạn cho Galar, mục đích là kích hoạt Ngày đại đen tối thứ hai. Người chơi và Hop quay trở lại Slumbering Weald để xin sự trợ giúp của Pokémon huyền thoại, Zacian và Zamazenta, nhằm đánh bại Chủ tịch Rose và Eternatus, sau đó người chơi bắt được Eternatus. Người chơi phải đối mặt và đánh bại Leon trong một trận chiến và trở thành Nhà vô địch mới của vùng Galar.
Sau khi đánh bại Leon, người chơi và Hop quay trở lại Slumbering Weald để trả di vật của Zacian và Zamazenta về đúng vị trí. Cả hai cũng gặp Sonia, giờ trở thành Giáo sư Pokémon mới của vùng Galar. Tuy nhiên, họ phải đối mặt với Sordward và Shielbert, hai anh em tự xưng là hậu duệ của các vị vua Galar cổ đại. Cả hai đánh cắp một trong những di vật và bắt đầu ép các Pokémon vô tội phải Dynamax. Người chơi, Hop và Piers hợp tác với Gym Leaders để khuất phục Pokémon Dynamax, tất cả cùng truy lùng và đối đầu với hai anh em.
Khi cả người chơi và Hop dồn hai anh em vào Nhà máy điện Hammerlocke, họ giải thích lý do tại sao họ buộc nhiều Pokémon vô tội phải Dynamax, là để thí nghiệm xem điều gì sẽ xảy ra nếu Zacian / Zamazenta hấp thu các hạt vật chất Galar. Mục tiêu cuối cùng của hai anh em là bộc lộ bản chất man rợ và tàn bạo thực sự của Zacian hoặc Zamazenta, vì Sonia nghĩ rằng hai anh hùng ngăn chặn Ngày đại đen tối là Pokémon chứ không phải con người. Họ sử dụng năng lượng Dynamax để điều khiển Zamazenta (trong Sword) hoặc Zacian (trong Shield), và người chơi sẽ xua đuổi họ với sự trợ giúp của Zacian (trong Sword) hoặc Zamazenta (trong Shield). Sau đó, họ tiếp tục bị thử thách trong một trận chiến Pokémon huyền thoại khác nhưng lần này có thể bắt nó, cuối cùng Hop đi theo Zamazenta/Zacian trở lại Slumbering Weald và trấn tĩnh nó, và nó đồng ý đi theo Hop. Người chơi và Hop sẽ có một trận chiến cuối cùng, và Hop quyết định trở thành Giáo sư Pokémon, trợ lý của Sonia.

## Phát triển
Quá trình phát triển Pokémon Sword và Shield bắt đầu ngay sau khi hoàn thành Sun và Moon trong những tháng trước khi chính thức phát hành vào tháng 11 năm 2016. Ohmori Shigeru, đạo diễn Sun và Moon, đã thành lập một nhóm, và bắt đầu suy nghĩ về ý tưởng cho một cái tên mới. Iwao Kazumasa, đạo diễn của Pokémon Ultra Sun và Ultra Moon sau đó đã tham gia dự án với tư cách là giám đốc kế hoạch, và quá trình sản xuất bắt đầu vào tháng 9 năm 2017. Một trong những ý tưởng đầu tiên mà nhóm thực hiện là tạo ra Pokémon khổng lồ vì trò chơi có thể chơi trên màn hình lớn, nhờ khả năng kết nối với TV trên Switch. Sau đó Ohmori nghĩ về việc có một Pokémon có một thanh kiếm và một chiếc khiên, dùng để đánh bại các Pokémon khổng lồ; đó là cách mà tựa đề của trò chơi được quyết định.
Khoảng 1.000 người từ nhiều công ty đã tham gia vào việc phát triển, tiếp thị và quan hệ công chúng liên quan đến Sword và Shield. Khoảng 200 nhân viên của Game Freak đã làm việc trực tiếp cho hai trò chơi trong khi khoảng 100 nhân viên của Creatures Inc. làm việc trên mô hình 3D, với hơn 100 người tham gia sửa lỗi và thử nghiệm. Masuda Junichi ước tính tổng số người tham gia lớn hơn 50% so với các tựa game Pokémon trước đây.
Ý tưởng về sức mạnh và nỗ lực trở thành người vĩ đại nhất và mạnh nhất là một trong những chủ đề cốt lõi mà Game Freak sử dụng trong việc thiết kế trò chơi. Điều này được thể hiện thông qua các chủ đề như địa vị Nintendo Switch là hệ máy mạnh nhất từng có một trò chơi Pokémon, với các tính năng như Dynamaxing, và văn hóa dân gian Anh. Nhạc nền của trò chơi lấy cảm hứng từ nhạc rock của Anh. Một bài nhạc trong số đó do Toby Fox, nổi tiếng nhất với vai trò là người tạo ra Undertale, sáng tác nên. Khả năng của Switch khi hiển thị các mô hình Pokémon lớn hơn và tốt hơn, tạo nên sự khác biệt về kích thước giữa các loài, chính là gốc rễ của tính năng Dynamax. Ý tưởng "phát triển và tiến hóa" là khái niệm cốt lõi của trò chơi—cho cả người huấn luyện và Pokémon của họ—xuất phát từ kinh nghiệm lâu năm của nhà sản xuất Masuda Junichi và đạo diễn Ohmori Shigeru..

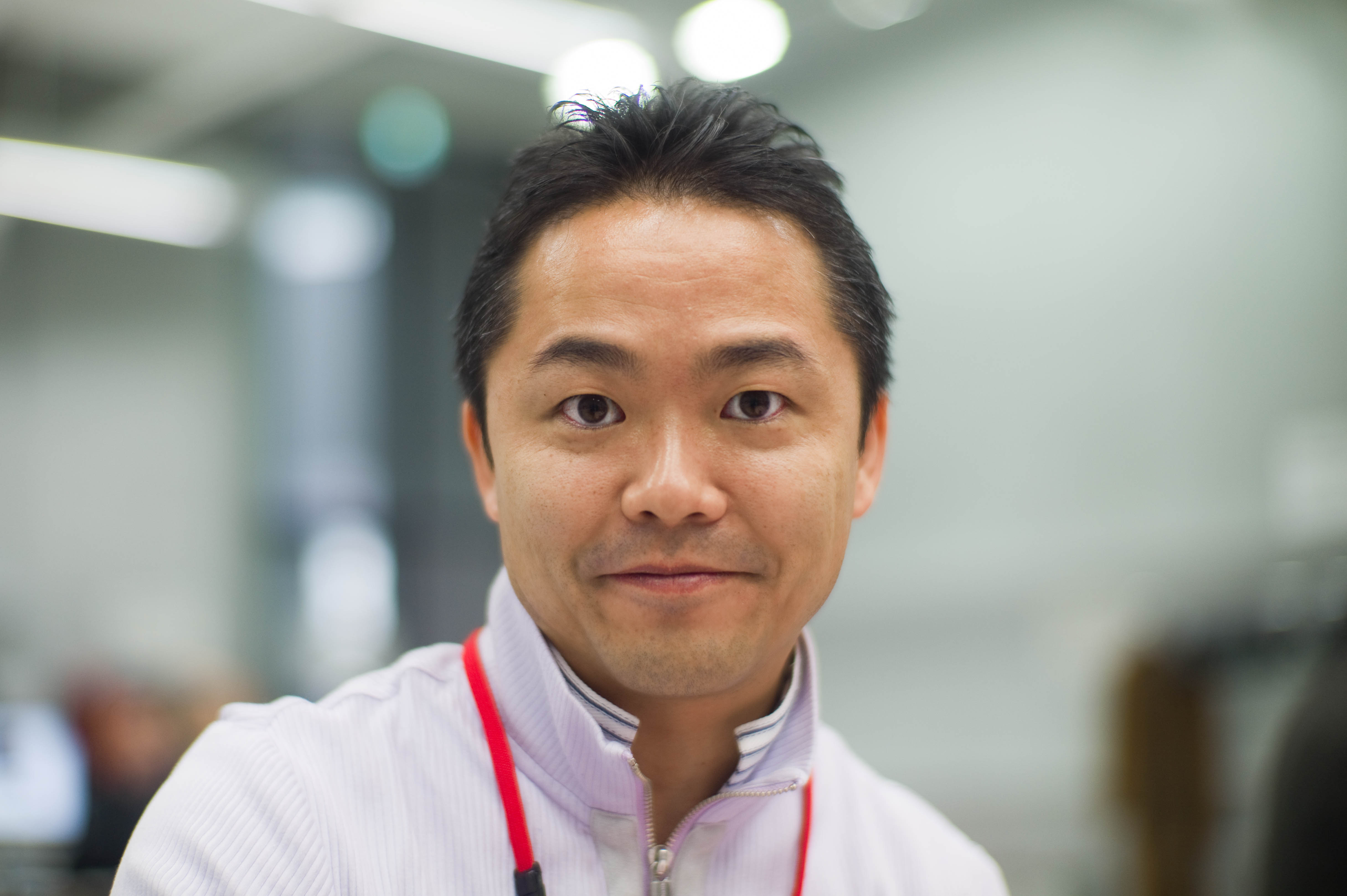
Nhà sản xuất Masuda Junichi cho biết quyết định cắt một số Pokémon khỏi trò chơi là một lựa chọn khó khăn

Không giống như các game Pokémon khác, không phải tất cả các chủng loài Pokémon hiện có đều xuất hiện hoặc có thể triệu hồi trong Sword và Shield. Masuda nhấn mạnh đây là một vấn đề tiềm ẩn trong một cuộc phỏng vấn năm 2018 với GameSpot, tại thời điểm đó, ông nói "thực sự quá phức tạp để nói về các chi tiết và chúng tôi vẫn đang tìm hiểu, nhưng chúng tôi đã có kế hoạch tìm cách để người chơi có thể sử dụng Pokémon của họ trong phần tiếp theo."
Đến năm 2019, Masuda giải thích rằng số lượng loài, kết hợp với nhu cầu sản xuất các tài sản liên quan đến các tính năng mới như hệ thống Dynamaxing, duy trì sự cân bằng trong trò chơi và duy trì mức độ chất lượng khiến việc bao gồm tất cả các Pokémon hiện có sẽ kéo dài thêm thời gian phát triển. Do đó, chỉ những Pokémon xuất hiện trong vùng Galar mới có thể chuyển nhượng từ các tựa game trước đó thông qua Pokémon Home.
Hơn nữa, theo các nhà phát triển, các mô hình có độ trung thực cao hơn, thiết kế để có "biểu cảm" hơn, phải được xây dựng từ đầu, vì không thể chuyển các mô hình hiện có sẵn cho hệ máy 3DS lên. Masuda xác nhận rằng cả ba công ty tham gia vào quá trình phát triển, Nintendo, Game Freak, và The Pokémon Company, đều nhất trí cắt giảm National Pokédex.

## Phát hành
Tên của hai tựa game được tiết lộ thông qua lời nhắn đặc biệt của chủ tịch The Pokémon Company là Ishihara Tsunekazu trong buổi thuyết trình của Nintendo tại E3 2017, Ishihara nhắc đến việc Game Freak đang phát triển một tựa game Pokémon nhập vai mới cho Nintendo Switch, nhưng chưa phát hành trong hơn một năm tới.
Ngày 30 tháng 5 năm 2018, trong một buổi họp báo của The Pokémon Company Japan, Masuda Junichi xác nhận tựa game mới sẽ phát hành trên Nintendo Switch vào nửa cuối năm 2019. Ishihara cũng đảm bảo tựa game sắp tới sẽ không chịu ảnh hưởng từ Pokémon Go như Pokémon: Let's Go, Pikachu! và Let's Go, Eevee! đã từng, và sẽ giới thiệu thêm nhiều Pokémon mới với đồ họa "bóng bẩy" hơn.
Ngày 27 tháng 2 năm 2019, hai cái tên Sword và Shield chính thức hé lộ trong buổi trình diễn Nintendo Direct đặc biệt, giới thiệu vùng đất trong game và các Pokémon khởi hành. Buổi giới thiệu trùng với Pokémon Day, một lễ kỷ niệm của người hâm mộ Pokémon nhân ngày phát hành Pokémon Red và Green tại Nhật Bản.
Ngày 5 tháng 6 năm 2019, một buổi Nintendo Direct thứ hai về hai tựa game tiết lộ một số tính năng, nhân vật và Pokémon mới, bao gồm Pokémon huyền thoại Zacian và Zamazenta, xuất hiện trên hộp. Ngày phát hành chính thức là 15 tháng 11 năm 2019, cũng được công bố trong phần trình diễn này. Việc Game Freak cố ý giới hạn số lượng Pokémon mới được tiết lộ thông qua tài liệu quảng cáo, là nhằm khuyến khích người chơi tự khám phá chúng trong trò chơi.
Từ ngày 8 đến ngày 11 tháng 11, diễn ra một sự kiện giao thoa giữa Sword và Shield cùng với Tetris 99, người chơi có thể sở hữu chủ đề của game trong khoản thời gian giới hạn. Một ứng dụng web cũng phát hành, cho phép người xem khám phá Khu vực Hoang dã trực tuyến.
Từ ngày 15 đến 18 tháng 11, Super Smash Bros. Ultimate đã tổ chức một giải đấu trực tuyến có chủ đề xoay quanh Pokémon để quảng bá cho việc phát hành Sword và Shield, trong khi một sự kiện khác diễn ra từ ngày 22 đến 27 tháng 11, với một số Pokémon có sẵn dưới dạng spirits sưu tập.

### Các gói mở rộng
Ngày 9 tháng 1 năm 2020 bộ đôi phiên bản mở rộng được công bố trong buổi Pokémon Direct và sẽ phát hành trong năm 2020. Gói đầu tiên, The Isle of Armor, phát hành vào ngày 17 tháng 6 năm 2020, trong khi gói thứ hai, The Crown Tundra, phát hành vào ngày 22 tháng 10 năm 2020.
Hai phiên bản vật lý gồm cả hai gói mở rộng với phần game cơ bản phát hành vào ngày 6 tháng 11 năm 2020. Các gói mở rộng giới thiệu các Pokémon huyền thoại mới như Kubfu và các dạng tiến hóa của nó trong The Isle of Armor và Calyrex trong The Crown Tundra, cùng với hình dạng mới của các Pokémon đã có từ trước như Slowpoke theo vùng mới. Giữa cả hai gói mở rộng, họ thêm hơn 200 Pokémon trước đây vốn không sẵn có trong phiên bản ban đầu. Khu vực có thể khám phá được giới thiệu trong The Isle of Armor lấy cảm hứng từ Isle of Man trong khi khu vực trong The Crown Tundra dựa trên Scotland.

## Đón nhận

### Trước khi phát hành
Khi nhà sản xuất quyết định không đưa tất cả các Pokémon đã có từ trước đó vào trò chơi, điều này gây nên làn sóng chỉ trích dữ dội từ người hâm mộ và bị gọi là "Dexit", một từ ghép của Pokédex và Brexit (gắn với chủ đề Anh của vùng Galar), và sử dụng hashtag "#BringBackNationalDex "để thảo luận trên mạng xã hội. Phản ứng dữ dội của người hâm mộ tập trung vào việc loại bỏ một khía cạnh lâu đời của nhượng quyền thương mại, loại bỏ khẩu hiệu tiếng Anh trước đây "gotta catch 'em all" và sự thiếu cải tiến trong các lĩnh vực khác, chẳng hạn như đồ họa và ảnh động. Một số người hâm mộ kêu gọi hoãn trò chơi cho đến khi có đủ tất cả Pokémon. Trong một cuộc phỏng vấn với Famitsu, Ohmori Shigeru nói tất cả Pokémon xuất hiện trong Sword và Shield đều được thiết kế từ đầu.
Viết cho Polygon, Patricia Hernandez nhận xét "ở một mức độ nào đó, phản ứng dữ dội này hoàn toàn có thể hiểu được" và nói thêm nó đã "vượt khỏi tầm kiểm soát". Alex Donaldson của VG247 lưu ý rằng sự mất kiểm soát này—nghĩa là sự gia tăng các tính năng mới theo thời gian có thể dẫn đến việc phải loại bỏ các tính năng trước đó—cuối cùng cũng xảy ra với Pokémon, và kết quả là những thiếu sót về thiết kế lâu nay của Game Freak bị đưa lên trên. Gita Jackson của Kotaku đã tóm tắt phản ứng dữ dội này là "sự căng thẳng giữa mong muốn tận hưởng cảm giác cũ, chống lại mong muốn trải nghiệm những thứ phức tạp hơn." Joe Merrick, quản trị viên web của fansite Serebii, coi cuộc tranh cãi là nguyên nhân gây ra tình trạng bất ổn chưa từng đối với cộng đồng người hâm mộ Pokémon kể từ màn ra mắt đầy rắc rối của Pokémon Bank vào năm 2013.

Ngày 28 tháng 6 năm 2019, Masuda chính thức phản hồi lại những lời chỉ trích, hai tuần sau khi nổ ra, bày tỏ sự cảm kích đối với tình yêu và niềm đam mê của người hâm mộ. Ông nhắc lại rằng việc loại bỏ một số Pokémon nhất định là một quyết định khó thực hiện và chúng sẽ có mặt trong các trò chơi khác trong tương lai. Michael McWhertor của Polygon lưu ý, trong khi tuyên bố của Masuda là ngầm hiểu được sự bất mãn của người hâm mộ, điều đó "[hóa ra lại không] có ý nghĩa gì cho lắm".

### Đánh giá phê bình
Sau khi phát hành, Pokémon Sword và Pokémon Shield nhận được "đánh giá nói chung là thuận lợi" theo trang tổng hợp đánh giá Metacritic. Các nhà phê bình ca ngợi tính đơn giản hóa của trò chơi, các yếu tố mới như Dynamaxing, và các trận chiến được sắp xếp hợp lý nhưng lại chỉ trích Pokédex chưa hoàn thiện và không tận dụng được hết tiềm năng của trò chơi.
Brian Shea từ Game Informer đặc biệt ca ngợi tính năng Dynamax mới, đem lại hình ảnh và chiến thuật thú vị mà không bị quá lạm dụng: "trong khi tính năng Dynamax có khả năng làm gián đoạn bất kỳ trận chiến nào, nó lại không ảnh hưởng đến hầu hết các trận đấu, vì nó chỉ có thể sử dụng trong các trận chiến trong Gym và các tình huống khác ".
Casey DeFreitas của IGN cũng ca ngợi Sword và Shield, game đem lại lối chơi vui nhộn và không có các hoạt động đơn điệu, đồng thời cũng chỉ trích các khía cạnh như hoạt cảnh cutscene và Pokédex không đầy đủ.
Viết cho GameSpot, Kallie Plagge ca ngợi bộ đôi có hệ thống dễ hiểu và đem lại cảm giác tự do, "bạn không bị kìm hãm bởi các hệ thống back-end quá phức tạp hoặc những vòng lặp; ngay từ khi bắt đầu, bạn đã có thể ngao du khắp vùng Galar, nhìn thấy các Pokémon mới và thử các chiến lược chiến đấu mới mà không bị cản trở nhiều."
Ngược lại, Chris Tapsell của Eurogamer chỉ trích bộ đôi, nhận xét nó thiếu chất và không hợp nhất với các tựa game trước đó trong loạt. Tapsell nhận xét "đây là một game Pokémon thế hệ mới với nhiều điều hứa hẹn, như là những Pokémon mới xuất sắc, một loạt hệ thống phức tạp dành cho những người hâm mộ lâu năm và một 'thế giới mở' được thực hiện lần đầu trong loạt game. Nhưng tất cả chỉ có vậy—và cái giá phải trả là gần như mọi thứ khác."

James Grebey và Tom Philip của GQ cũng cảm thấy hơi thất vọng, khen ngợi Khu vực Hoang dã nhưng nói game "cũng thỏa mãn đó, nhưng tầm thường" và cảm thấy giống như "phiên bản thử nghiệm [với] một giai đoạn cải tiến còn sót lại từ các game Pokémon trên console". Họ cũng nói "có... rất nhiều thứ trong Sword và Shield không đem lại cảm giác là nó không thể thực hiện được trên Nintendo 3DS."

### Doanh số bán hàng
Tại Nhật Bản, Sword và Shield bán ra hai triệu bản trong ba ngày đầu tiên, vượt qua Super Smash Bros. Ultimate để trở thành game Switch bán chạy nhất trong khu vực. Ở Mỹ, hơn hai triệu bản bán ra trong tuần mở màn. Đến ngày 21 tháng 11 năm 2019, Sword và Shield đã bán được hơn sáu triệu bản trên toàn thế giới, vượt qua Super Smash Bros. Ultimate là game Switch bán chạy nhất. Đến tháng 3 năm 2021, trò chơi đã bán 21,10 triệu bản trên toàn thế giới.

### Giải thưởng
| Năm  | Giải thưởng                      | Hạng mục                                             | Kết quả   | Chú thích |
| ---- | -------------------------------- | ---------------------------------------------------- | --------- | --------- |
| 2019 | Game Critics Awards              | Best Role-Playing Game                               | Đề cử     | [ 71 ]    |
| 2019 | Game Critics Awards              | Best Family/Social Game                              | Đề cử     | [ 71 ]    |
| 2019 | Gamescom                         | Best Role Playing Game                               | Đề cử     | [ 72 ]    |
| 2019 | Gamescom                         | Best Nintendo Switch Game                            | Đề cử     | [ 72 ]    |
| 2019 | Titanium Awards                  | Best Family/Social Game                              | Đề cử     | [ 73 ]    |
| 2020 | New York Game Awards             | Central Park Children's Zoo Award for Best Kids Game | Đề cử     | [ 74 ]    |
| 2020 | New York Game Awards             | Tin Pan Alley Award for Best Music in a Game         | Đề cử     | [ 74 ]    |
| 2020 | 23rd Annual D.I.C.E. Awards      | Role-Playing Game of the Year                        | Đề cử     | [ 75 ]    |
| 2020 | NAVGTR Awards                    | Game, Franchise Family                               | Đề cử     | [ 76 ]    |
| 2020 | SXSW Gaming Awards               | Trending Game of the Year                            | Đoạt giải | [ 77 ]    |
| 2020 | Famitsu Dengeki Game Awards 2019 | Game of the Year                                     | Đoạt giải | [ 78 ]    |
| 2020 | Famitsu Dengeki Game Awards 2019 | Best RPG                                             | Đoạt giải | [ 78 ]    |